# Lodewijk van Schoor

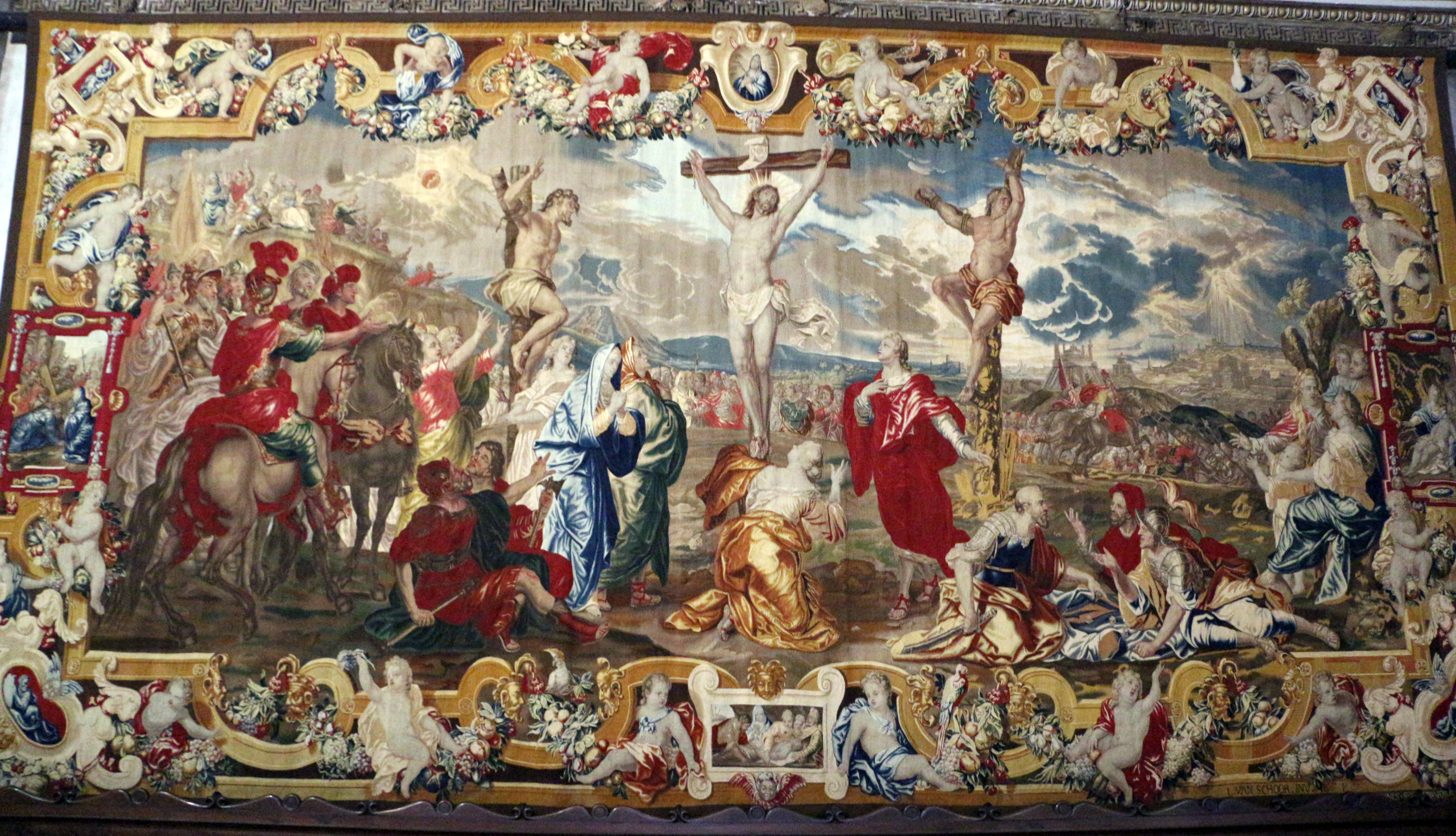
Crocifissione, 1696

Lodewijk van Schoor (Anversa, 1650 – Anversa, sepolto il 7 settembre 1702) è stato un pittore fiammingo noto per aver lavorato a numerosi cartoni di arazzi.

## Biografia
Nato ad Anversa nel 1650, nella città natale si formò all'arte della pittura divenendo membro della locale gilda di pittori già dal 1664, ma entrò ben presto in contatto con l'ambiente artistico di Bruxelles ed in particolare con la bottega artigiana dell'arazziere Albert Auwercx. Proprio con quest'ultimo laboratorio realizzerà alcune delle sue opere principali, dei cartoni per arazzi di eccellente qualità, che spaziano dai temi religiosi a quelli naturalistici, passando per le allegorie e temi pagani, collaborando con artisti come Pieter Spierinckx. Nel 1678 venne accolto anche nella gilda dei pittori di Bruxelles. La sua firma e marchio identificativo era: L. VAN SCHOOR.
Con Auwreck, van Schoor collaborerà stabilmente dagli ultimi anni del Seicento sino alla propria prematura scomparsa, avvenuta ad Anversa nel 1702.